# Avfallshantering

Internationell symbol för användning av sopkärl.

Avfallshantering (sophämtning) är att hantera olika former av avfall från bland annat hushåll men även från industrier. I Sverige är det upp till varje kommun att se till att avfall/sopor återvinns/förbränns på ett lämpligt sätt.
Det vanligaste i Norden har varit är att soporna kastas i soppåsar och slängs i sopkärl men källsortering blir allt mer vanligt. När sopkärlen blir fulla töms de i en sopbil som körs till en sopanläggning. Papperet blöts ner, siktas och torkas till nytt papper, plasten återvinns, hushållssoporna/-avfallet förbränns i jätteugnar till fjärrvärme, glaset värms upp och kyls ner till nytt glas, och trädgårdsresterna blir komposterad till matjord.

## Historia
Avfallshantering i sin mest allmänna betydelse har förekommit under människans hela existens, men det är först med stationärt levnadssätt och tätbebyggelse som en medveten verksamhet för att reducera olägenheterna med avfall har blivit nödvändig. Avfall, det vill säga en ansamling av oönskade produkter från mänsklig verksamhet, är ofta förknippat med föreställningar om orenhet. Endast praktiska åtgärder att hantera avfall faller under begreppet avfallshantering, medan rituella och religiösa handlingar som syftar till att modifiera människornas inställning till avfall i huvudsak inte gör det.
Att då och då byta boplats kan sägas vara det äldsta sättet att undvika kontakt med avfall. Det förekommer fortfarande där utrymmet så medger, och är där ekologiskt fördelaktigt.
Den mesta avfallshanteringen i världen har därefter kommit att basera sig på en strävan efter kvittblivning. Avfallet har fraktats bort till landsbygden, grävts ner i jorden, slängts i sjön eller bränts upp. Så länge det har funnits plats och det mesta avfallet utgjorts av organiska produkter, som kan omsättas, har detta kunnat fungera utan att man vidare har behövt bry sig om det bortkastade. I tätorter har olägenheterna dock tidigt blivit märkbara och regler har uppställts av samhället för hur kvittblivning får ske.
I fråga om fast avfall från hushåll och industrier resulterade det i avstjälpningsplatser, ”soptippar”, i utkanten av tätorterna. Glas, papper, plast och matresterna som människorna slängde om vartannat i soptunnor, insamlades och kördes raka vägen till tippen. När tippen blev för full antändes den så att den brann upp. Då blev man på ett tidsbesparande sätt av med det man inte ville ha.
Förbränningen gav upphov till rök som ibland drev in över tätorterna. Brännandet reducerade bara delvis avfallsmängden, och tipparna bredde ut sig över allt större landområden. Grundvattnet kring tipparna förstördes genom att lakvatten rann ut.
Efter andra världskriget, när industriproduktionen i Europa ökade kraftigt och slit och slängidealet lanserades, började människor mer allmänt inse att mer hållbara avfallslösningar krävdes. Man talade om ”avfallsberget” som växte.
Kretslopp och återvinning blev nu vägledande för arbetet att modernisera avfallshanteringen. Modellen hämtades delvis från tätbefolkade trakter i Asien som under långa tidsperioder utvecklat system, dels praktiska men framför allt som ett ideal, som betonade avfallet som en resurs. Avfallet sågs som en råvara för produktion av framför allt kompostjord. Mer allmänt har man sökt uppnå långsiktighet genom att imitera ekosystemen, vilkas stabilitet bygger på att det finns mekanismer för att garantera att materialflödena hålls igång. En del i detta är att komplexa organiska föreningar bryts ned – biologisk nedbrytbarhet. En annan del är att grundämnena och svårnedbrytbara föreningar transporteras tillbaka dit där de kommer ifrån. Det senare har lett till att avfallshantering allt mer har börjats ses som integrerad med varuproduktionen och -distributionen. Den som tillverkar batterier som innehåller tungmetaller har ett producentansvar att se till att batterierna samlas in, läkemedelstillverkarna ska på samma sätt se till att inte svårnedbrytbara läkemedelssubstanser kommer ut i ekosystemen.

## Vanliga förfaranden vid avfallshantering

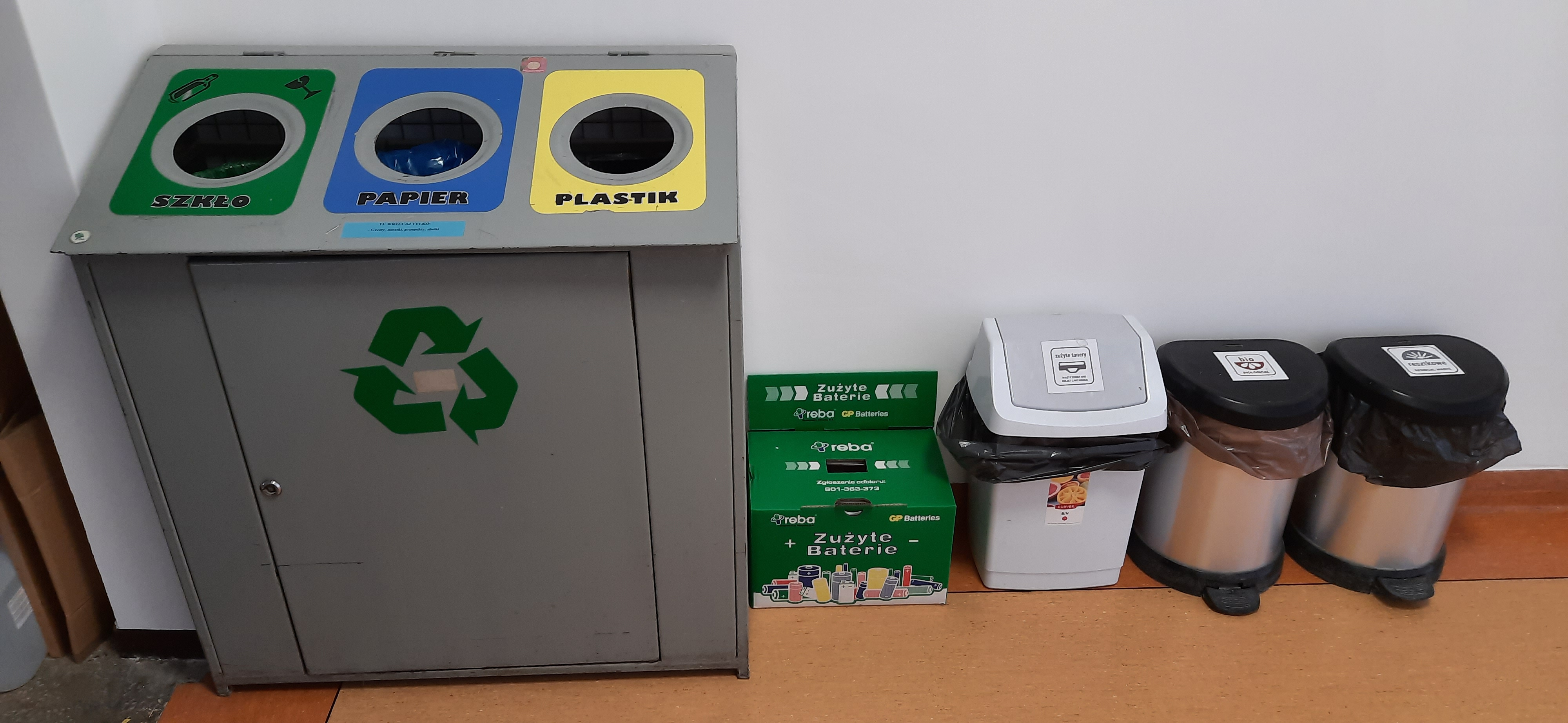
Återvinningsplats i Gdańsks tekniska universitet

Avfallssortering är nödvändig för varje rationellt avfallshanteringssystem. Vare sig man förespråkar kretsloppstänkande eller ej behövs sortering för att garantera att varje giftig substans snabbt kommer till något säkert ställe utan att ställa till problem på vägen dit. Källsortering har blivit idealet av den orsaken att det är lättast (kräver minst energi) att samla ihop det som ännu inte hunnits spridas så mycket. En olägenhet kan sägas vara att källsorteringen tvingar den som vill bli av med avfallet att befatta sig med det. I viss mån negerar därför källsorteringen kvittblivningstanken.
När det gäller de stora, icke-giftiga, organiska materialflödena har idéerna om producentansvar och materialåtervinning inte fått samma genomslag. Att transportera tillbaka kompostjord till de åkrar som den härstammar från är inte alltid praktiskt. Kompostens värde är måttligt, den är ofta inte giftfri och transporterna blir dyra. Här har energiåtervinning blivit den förhärskande modellen att återföra de organiska föreningarna till koldioxid och vatten.
Vid kompostering utvecklas en del värme, som kan tas tillvara om processen sker i stor skala. Vid metanjäsning överförs en rätt stor del av materialets energiinnehåll till ett högklassigt bränsle. Den vanligaste energiåtervinningsmetoden är att bränna avfallet i fjärrvärmeanläggningar, eventuellt kombinerade med elproduktion. I dessa storskaliga anläggningar finns det mycket bättre möjligheter att hindra att det bildas giftig rök än det fanns vid soptippseldandet på 1960-talet.
De tungmetaller som fanns i det brända avfallet hamnar i askan, som brukar deponeras, det vill säga de tippas på fält utanför tätorter. Även i övrigt har deponi långt ifrån spelat ut sin roll. De innehåller det man inte ekonomiskt lyckats få in i något kretslopp, till exempel byggavfall där det är svårt att separera metall, betong och trä. Det problem man uppmärksammade med tipparna på 1960-talet - att de växer - kvarstår, liksom att de potentiellt kan släppa ut giftiga ämnen i grundvatten och vattendrag.
Enligt kretsloppsteorin och avfallstrappan borde materialåtervinning och energiåtervinning övervägas först när möjligheterna till återanvändning visat sig vara uttömda. Därmed menas att föremålen i sig kommer i nytt bruk, inte bara deras material eller energiinnehåll. Marknaden med begagnade föremål är dock liten och överskuggas starkt av nyproduktion. En snabb teknisk utveckling, modetrender och kulturella föreställningar har hittills gjort att begagnade föremål efterfrågats bara i begränsad utsträckning. Det är också svårt att tillämpa industriella metoder vid hanteringen av begagnade föremål, såsom i nyproduktion, varför de ekonomiska satsningarna i begagnatbranschen varit små, även där det har funnits en efterfrågan - se containerdykning. Högst upp i avfallstrappan står det avfallsförebyggande arbetet, det vill säga att undvika att producera så mycket avfall från första början. Ansvariga myndigheter inom Sverige och EU ser avfallsminimering som det mest effektiva sättet att minska den negativa miljöpåverkan som avfallshanteringen medför.
Som avfall räknas även förorenade jordmassor och tjärasfalt (PAH) som grävs upp i samband med marksanering. Marksanering och jordrening är relativt nytt i Sverige. Massor förorenade av exempelvis olja och polycykliska aromatiska kolväten (PAH) renas och återvinns biologisk, BioSan, och kan åter nyttjas när hus och vägar byggs. I storstäderna är naturgrus en bristvara och återanvändning av renade och återvunna massor stämmer in i ett kretsloppssamhälle.

## Avfallshandeln
Till avfallshandeln räknar man ibland den handel som sker med produkter som traditionellt kallas avfall men som tjänar som råvara i en annan verksamhet och som där har ett värde som är tillräckligt att bära distributionskostnaderna.
Den mera problematiska avfallshandeln sker med produkter som det kostar att göra sig av med. Med växande deponier i industriländerna och med minskande tolerans bland folket gentemot nedsmutsning har allt större kvantiteter avfall börjat ”försäljas”, det vill säga mot vederlag överföras till den som krävt minst för att ta emot det. Det torde vara ett mycket stort antal fartyg som är inblandade i internationell avfallshandel. Slutstationen kan vara legala eller icke-legala avfallsanläggningar eller deponier i länder med bristande lagstiftning och resurser att övervaka avfallshantering på sina territorier. Stora avfallsmängder har också dumpats i haven.